# Arcidiocesi di Olinda e Recife

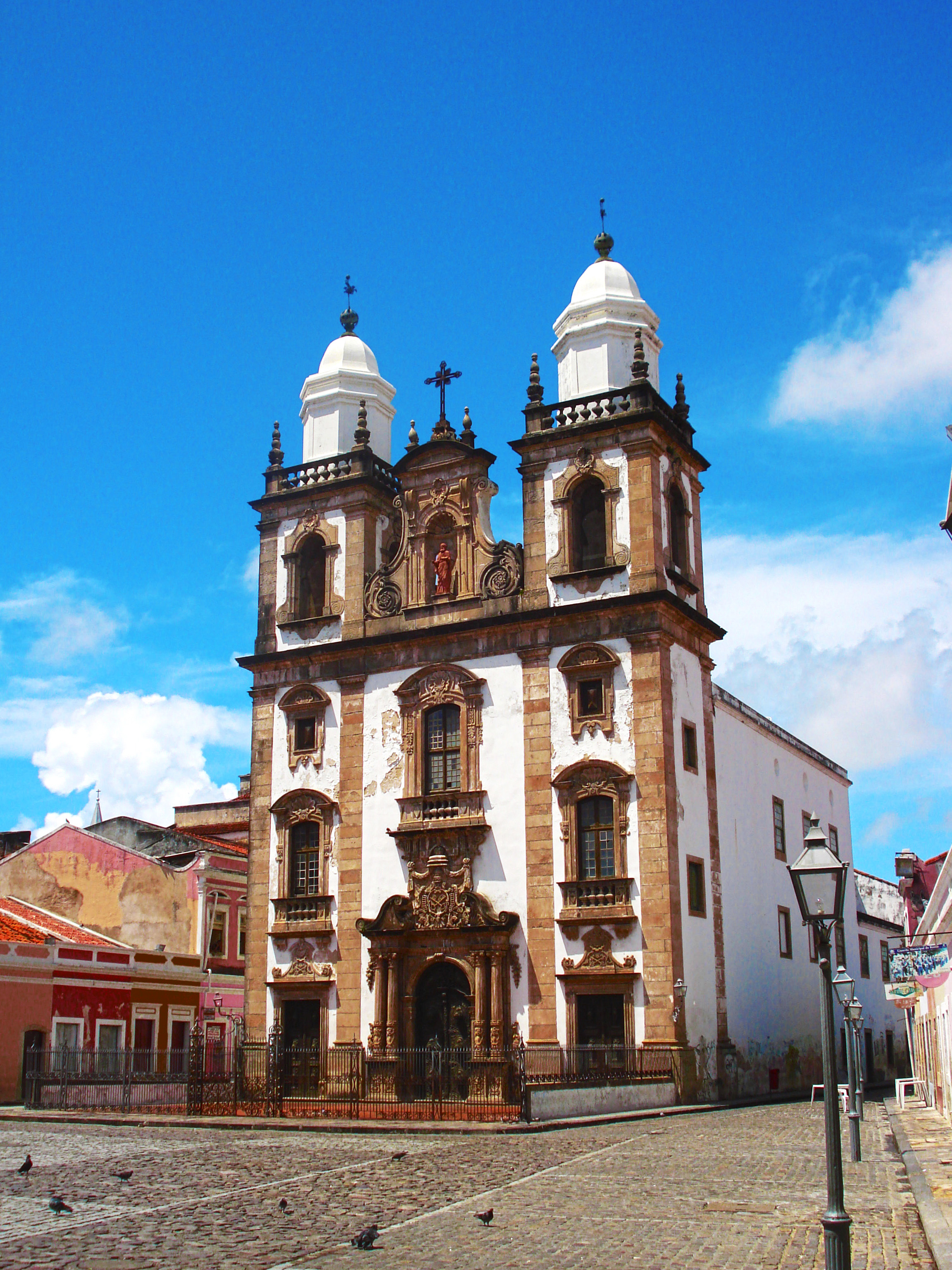
La concattedrale di San Pietro dei Chierici a Recife.

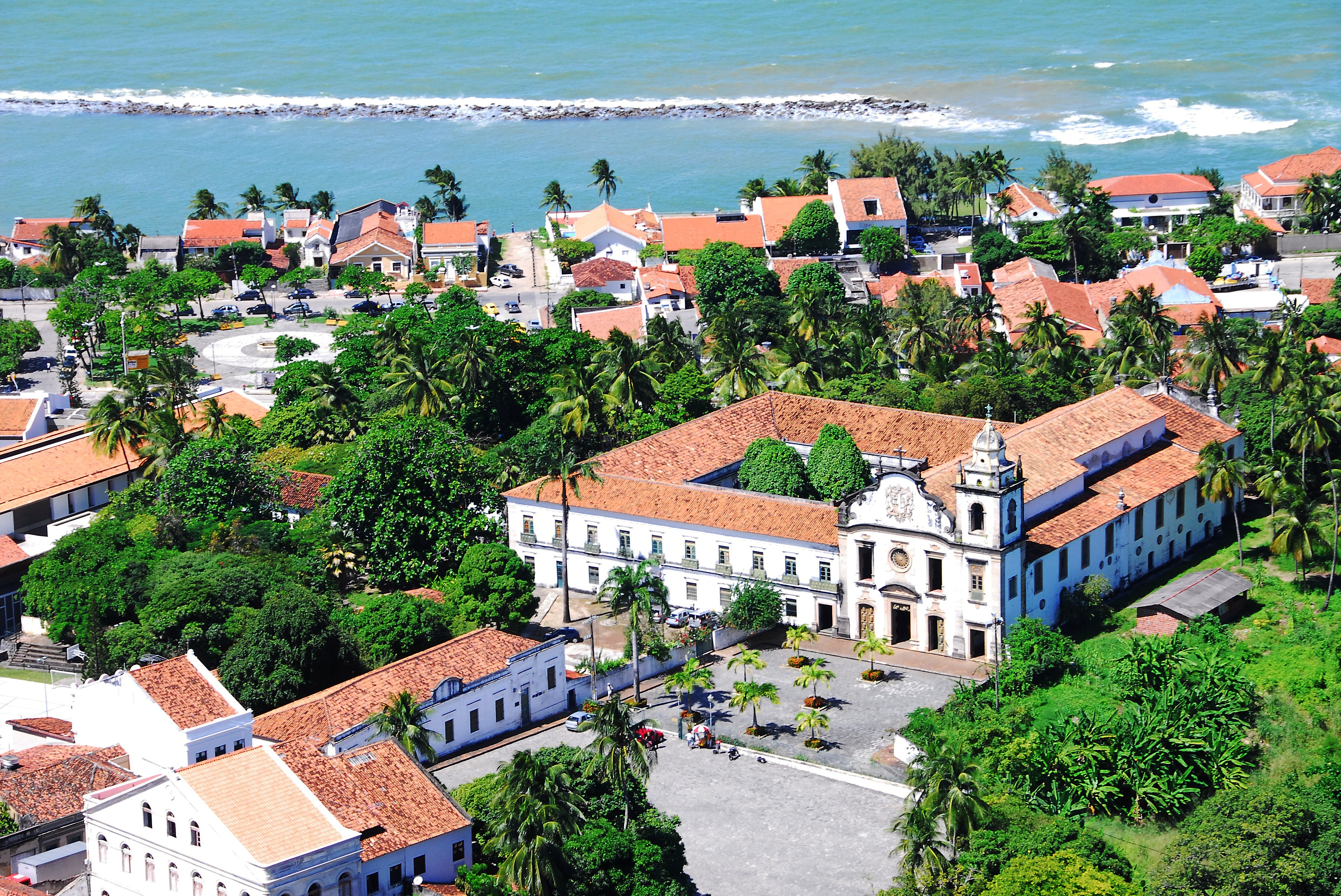
Il monastero di San Benedetto a Olinda.

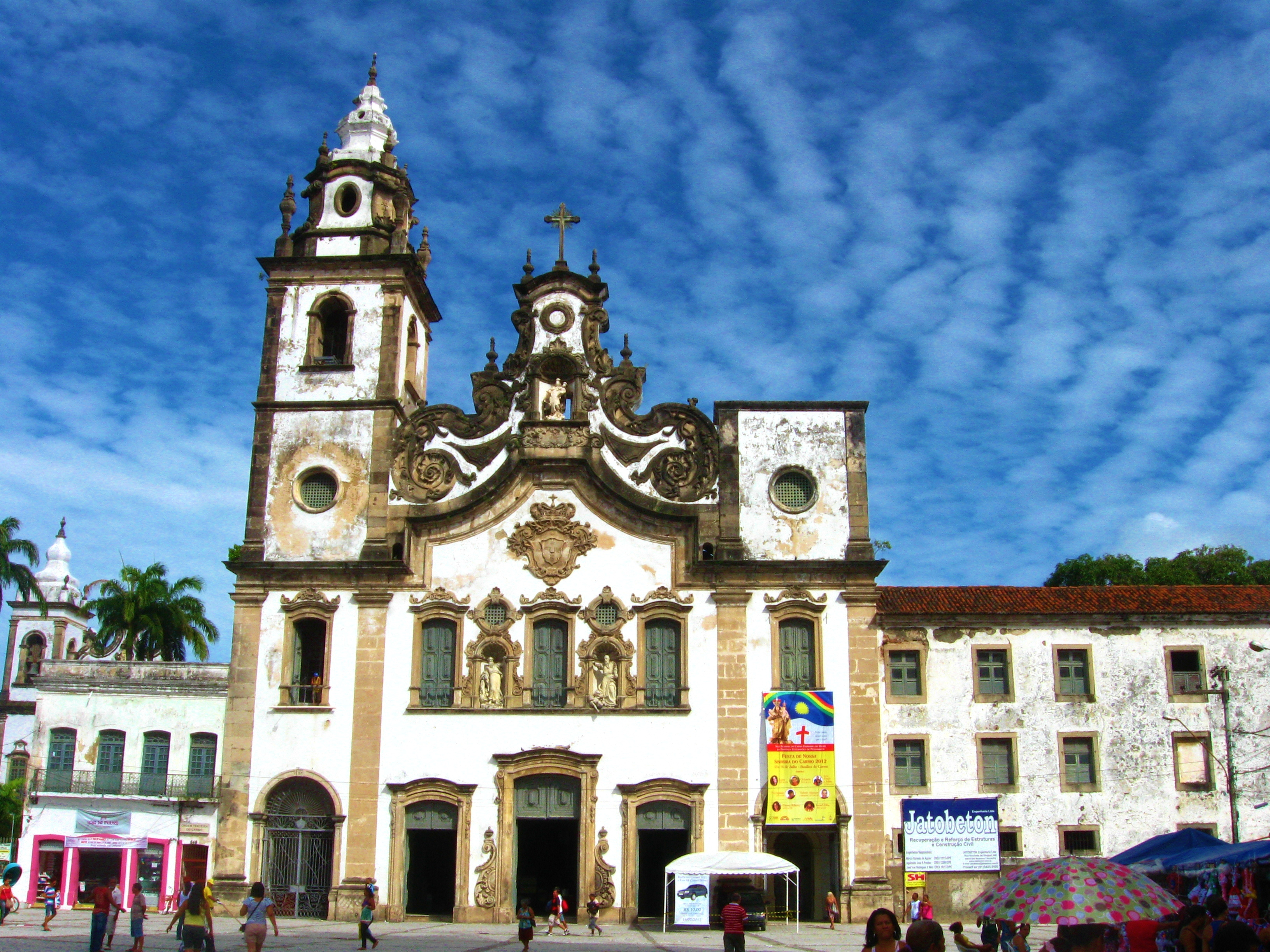
La basilica minore di Nossa Senhora do Carmo a Recife.

L'arcidiocesi di Olinda e Recife (in latino Archidioecesis Olindensis et Recifensis) è una sede metropolitana della Chiesa cattolica in Brasile. Nel 2023 contava 4.088.000 battezzati su 4.325.773 abitanti. È retta dall'arcivescovo Paulo Jackson Nóbrega de Sousa.

## Territorio
L'arcidiocesi comprende 19 comuni dello stato brasiliano di Pernambuco: Olinda, Recife, Abreu e Lima, Amaraji, Araçoiaba, Cabo de Santo Agostinho, Camaragibe, Escada, Igarassu, Ipojuca, Itamaracá, Itapissuma, Jaboatão dos Guararapes, Moreno, Paulista, Pombos, Primavera, São Lourenço da Mata e Vitória de Santo Antão.
Sede arcivescovile è la città di Recife, dove si trova la concattedrale di San Pietro dei Chierici. A Olinda sorge la cattedrale del Santo Salvatore del Mondo. Nel territorio si trovano 5 basiliche minori: la basilica abbaziale del monastero di San Benedetto a Olinda, le basiliche di Nostra Signora della Mercede, di Nostra Signora de Penha e del Sacro Cuore di Gesù a Recife, e la basilica di Nostra Signora Ausiliatrice a Jaboatão dos Guararapes.
Il territorio si estende su 4.305 km² ed è suddiviso in 150 parrocchie.

### Provincia ecclesiastica
La provincia ecclesiastica di Olinda e Recife, istituita nel 1910, comprende le seguenti suffraganee:
- diocesi di Afogados da Ingazeira,
- diocesi di Caruaru,
- diocesi di Floresta,
- diocesi di Garanhuns,
- diocesi di Nazaré,
- diocesi di Palmares,
- diocesi di Pesqueira,
- diocesi di Petrolina,
- diocesi di Salgueiro.

## Storia
Il 12 agosto 1611 papa Paolo V con il breve In supereminenti militantis eresse il vicariato ossia amministrazione spirituale del Pernambuco e concesse a Filippo II di Portogallo e ai suoi successori sul trono portoghese di nominare, senza necessità di assenso della Santa Sede, un presbitero, purché laureato in teologia o in diritto canonico, alla carica di vicario o amministratore spirituale con giurisdizione quasi vescovile, sottraendo la capitania del Pernambuco alla giurisdizione ordinaria del vescovo di San Salvador di Bahia. Il 5 luglio 1614 con il breve In supereminenti militantis dello stesso papa Paolo V allo stesso vicario fu concessa giurisdizione sulle capitanie di Paraiba, Itamaracá, Rio Grande e Maranhão, parimenti sottratte alla giurisdizione del vescovo di San Salvador di Bahia.
Il re del Portogallo nominò per questo incarico, il 19 febbraio 1616, il sacerdote Antônio Teixeira Cabral, il quale rinunciò nel 1622 a causa dei gravi conflitti di giurisdizione intercorsi con il vescovo di San Salvador di Bahia.
Il 6 luglio 1624 papa Urbano VIII con il breve Romanus Pontifex revocò i brevi di Paolo V e ristabilì la giurisdizione del vescovo di San Salvador di Bahia sulle quattro province che erano state erette in vicariato.
Il 16 novembre 1676 papa Innocenzo XI con la bolla Ad sacram Beati Petri sedem eresse la diocesi di Olinda, ricavandone il territorio dalla diocesi di San Salvador di Bahia, che simultaneamente fu elevata al rango di arcidiocesi metropolitana.
Nella seconda metà dell'Ottocento, la diocesi di Olinda cedette porzioni del suo territorio a vantaggio dell'erezione di nuove diocesi: le diocesi di Diamantina e di Ceará il 6 giugno 1854; la diocesi di Paraíba il 27 aprile 1892; e la diocesi dell'Alagoas il 2 luglio 1900. Tutte queste sedi furono in seguito elevate al rango di arcidiocesi metropolitane.
Il 5 dicembre 1910 cedette un'ulteriore porzione di territorio a vantaggio dell'erezione della diocesi di Floresta (oggi diocesi di Pesqueira) e contestualmente fu elevata al rango di arcidiocesi metropolitana. Il 2 agosto 1918 altre 6 parrocchie furono cedute alla diocesi di Pesqueira.
Il 26 luglio 1918 in forza della bolla Cum urbs Recife di papa Benedetto XV la residenza dell'arcivescovo fu stabilita a Recife, come da tempo era invalso; la chiesa di San Pietro dei Chierici di Recife è stata elevata a concattedrale e l'arcidiocesi ha assunto il nome attuale. Si è conservato un unico capitolo cattedrale che ha la facoltà di intervenire tanto nella cattedrale quanto nella concattedrale.
Successivamente ha ancora ceduto porzioni di territorio a vantaggio dell'erezione di nuove diocesi e precisamente: le diocesi di Garanhuns e di Nazaré il 2 agosto 1918; la diocesi di Caruaru il 7 agosto 1948; la diocesi di Palmares il 3 gennaio 1962.
Il 30 ottobre 2018 la Congregazione per il culto divino e la disciplina dei sacramenti ha concesso ai sacerdoti che vivono nell'arcidiocesi di celebrare fino a quattro messe la domenica e nelle feste di precetto.

## Cronotassi dei vescovi
Si omettono i periodi di sede vacante non superiori ai 2 anni o non storicamente accertati.
- Estêvão Brioso de Figueiredo † (16 novembre 1676 - 27 settembre 1683 nominato vescovo di Funchal)
- João Duarte do Sacramento † (10 settembre 1685 - 10 gennaio 1686 deceduto)
- Matias de Figueiredo e Mello † (12 maggio 1687 - 17 luglio 1694 deceduto)
- Francisco de Lima (Lemos), O.Carm. † (22 agosto 1695 - 29 aprile 1704 deceduto)
  - Sede vacante (1704-1706)
- Manoel Alvares da Costa † (7 giugno 1706 - 20 gennaio 1721 nominato vescovo di Angra)
  - Sede vacante (1721-1725)
- José Fialho, O.Cist. † (21 febbraio 1725 - 3 settembre 1738 nominato arcivescovo di San Salvador di Bahia)
- Luís de Santa Teresa da Cruz Salgado de Castilho, O.C.D. † (3 settembre 1738 - 17 novembre 1757 deceduto)
- Francisco Xavier Aranha † (17 novembre 1757 succeduto - 5 ottobre 1771 deceduto)
- Francisco da Assunção e Brito, O.S.A. † (8 marzo 1773 - 20 dicembre 1773 nominato arcivescovo di Goa)
- Tomás da Encarnação da Costa e Lima, C.R.S.A. † (18 aprile 1774 - 14 gennaio 1784 deceduto)
- Diego de Jesus Jardim, O.S.H. † (14 febbraio 1785 - 21 febbraio 1794 nominato vescovo di Elvas)
- José Joaquim da Cunha Azeredo Coutinho † (12 settembre 1794  - 6 ottobre 1806 nominato vescovo di Elvas)
- José Maria de Araújo, O.S.H. † (6 ottobre 1806 - 21 settembre 1809 deceduto)
  - Sede vacante (1809-1815)
- Antônio de São José Bastos, O.S.B. † (15 marzo 1815 - 19 luglio 1819 deceduto)
- Gregório José Viegas, T.O.R. † (8 gennaio 1821 - 1822 dimesso) 
  - Sede vacante (1822-1828)
- Tomás Manoel de Noronha e Brito, O.P. † (23 giugno 1828 - 30 giugno 1830 dimesso)
- João da Purificação Marques Perdigão, O.S.A. † (28 febbraio 1831 - 30 aprile 1864 deceduto)
- Manuel do Rego Medeiros † (25 settembre 1865 - 16 settembre 1866 deceduto)
- Francisco Cardoso Aires † (20 dicembre 1867 - 14 maggio 1870 deceduto)
- Vital Maria Gonçalves de Oliveira, O.F.M.Cap. † (22 dicembre 1871 - 4 luglio 1878 deceduto)
  - Sede vacante (1878-1881)
- José Pereira da Silva Barros † (13 maggio 1881 - 12 maggio 1891 nominato vescovo di Rio de Janeiro)
- João Fernando Santiago Esberard (Esberrard) † (12 maggio 1891 succeduto - 12 settembre 1893 nominato vescovo di Rio de Janeiro)
- Manuel dos Santos Pereira † (12 settembre 1893 - 25 aprile 1900 deceduto)
- Luís Raimundo da Silva Brito † (23 febbraio 1901 - 9 dicembre 1915 deceduto)
- Sebastião Leme da Silveira Cintra † (29 aprile 1916 - 15 marzo 1921 nominato arcivescovo coadiutore di Rio de Janeiro[9])
- Miguel de Lima Valverde † (10 febbraio 1922 - 7 maggio 1951 deceduto)
- Antônio de Almeida Moraes Junior † (17 novembre 1951 - 23 aprile 1960 nominato arcivescovo di Niterói)
- Carlos Gouvêa Coelho † (23 aprile 1960 - 7 marzo 1964 deceduto)
- Hélder Pessoa Câmara † (12 marzo 1964 - 2 aprile 1985 ritirato)
- José Cardoso Sobrinho, O.Carm. (2 aprile 1985 - 1º luglio 2009 ritirato)
- Antônio Fernando Saburido, O.S.B. (1º luglio 2009 - 14 giugno 2023 ritirato)
- Paulo Jackson Nóbrega de Sousa, dal 14 giugno 2023

## Statistiche
L'arcidiocesi nel 2023 su una popolazione di 4.325.773 persone contava 4.088.000 battezzati, corrispondenti al 94,5% del totale.
| anno | popolazione | popolazione | popolazione | presbiteri | presbiteri | presbiteri | presbiteri                | diaconi | religiosi | religiosi | parrocchie |
| anno | battezzati  | totale      | %           | numero     | secolari   | regolari   | battezzati per presbitero | diaconi | uomini    | donne     | parrocchie |
| ---- | ----------- | ----------- | ----------- | ---------- | ---------- | ---------- | ------------------------- | ------- | --------- | --------- | ---------- |
| 1949 | 973.842     | 990.000     | 98,4        | 216        | 74         | 142        | 4.508                     |         | 270       | 882       | 47         |
| 1965 | 1.320.000   | ?           | ?           | 302        | 106        | 196        | 4.370                     |         | 320       | 850       | 68         |
| 1968 | ?           | 1.760.796   | ?           | 298        | 113        | 185        | ?                         |         | 332       | 930       | 66         |
| 1976 | 2.123.160   | 2.374.929   | 89,4        | 230        | 86         | 144        | 9.231                     |         | 236       | 848       | 71         |
| 1980 | 2.330.000   | 2.600.000   | 89,6        | 218        | 81         | 137        | 10.688                    |         | 263       | 1.013     | 72         |
| 1990 | 2.994.000   | 3.341.635   | 89,6        | 218        | 75         | 143        | 13.733                    |         | 275       | 995       | 82         |
| 1999 | 3.119.000   | 3.350.000   | 93,1        | 194        | 71         | 123        | 16.077                    |         | 234       | 550       | 94         |
| 2000 | 3.083.000   | 3.311.290   | 93,1        | 215        | 86         | 129        | 14.339                    | 2       | 288       | 499       | 96         |
| 2000 | ?           | 3.311.290   | ?           | 225        | 90         | 135        | ?                         | 2       | 293       | 640       | 97         |
| 2002 | 3.127.000   | 3.358.000   | 93,1        | 228        | 88         | 140        | 13.714                    |         | 243       | 552       | 97         |
| 2003 | 3.127.000   | 3.311.290   | 94,4        | 230        | 89         | 141        | 13.595                    | 1       | 239       | 418       | 99         |
| 2004 | 3.371.975   | 3.570.703   | 94,4        | 230        | 89         | 141        | 14.660                    | 8       | 237       | 331       | 99         |
| 2013 | 3.777.000   | 3.996.000   | 94,5        | 275        | 124        | 151        | 13.734                    | 23      | 251       | 965       | 109        |
| 2016 | 3.868.000   | 4.092.000   | 94,5        | 252        | 92         | 160        | 15.349                    | 49      | 284       | 936       | 123        |
| 2019 | 3.963.150   | 4.191.900   | 94,5        | 291        | 142        | 149        | 13.619                    | 45      | 234       | 950       | 137        |
| 2021 | 4.065.000   | 4.300.818   | 94,5        | 295        | 150        | 145        | 13.779                    | 48      | 223       | 404       | 142        |
| 2023 | 4.088.000   | 4.325.773   | 94,5        | 365        | 205        | 160        | 11.200                    | 54      | 262       | 542       | 150        |